# Batňovice
Batňovice település Csehországban, Trutnovi járásban. Batňovice Velké Svatoňovice, Úpice, Suchovršice, Malé Svatoňovice és Rtyně v Podkrkonoší településekkel határos. Lakosainak száma 780 fő (2024. január 1.).

## Népesség
A település lakosságának változását az alábbi diagram mutatja:
| Lakosok száma | 845  | 1111 | 1063 | 853  | 757  | 723  | 757  | 764  | 751  | 780  |
|               | 1869 | 1900 | 1921 | 1961 | 1980 | 2011 | 2016 | 2019 | 2021 | 2024 |